# Alchemilla sericoneuroides
Alchemilla sericoneuroides är en rosväxtart som beskrevs av Pawl.. Alchemilla sericoneuroides ingår i släktet daggkåpor, och familjen rosväxter. Utöver nominatformen finns också underarten A. s. slovaca.